# Radara subcupralis
Radara subcupralis là một loài bướm đêm trong họ Noctuidae.